# Корно (замок)
Корно (фр. Château de Cornod) — замок в неоготическом стиле в коммуне Корно в департаменте Юра в регионе Франш-Конте, Франция. Современное здание построено на месте средневекового замка в 1876 году. В настоящее время является частным владением. 

## История

### Ранний период
Регион в Средние века был местом нередких столкновений между французским и испанским феодалами. Барония Корно известна с XIV века.
К 1350 году относится первое упоминание о владельцах имения. Это был Этьен де Виремон, первый барон Корно. Позднее, в 1358 году, он уступил эти земли в качестве приданого своей сестре Боннетт, вышедшей замуж за Гюго де Виля. 
28 ноября 1398 Боннетт де Виремон завещала Корно своему сыну от первого брака, Жану де Вилю. 17 мая 1414 году Жан де Виль, не имея детей, составил завещание о передаче собственности в пользу своей сестры Изабель де Виль, которая была замужем за Этьеном де Сейтурье. Рождённый в этом браке сын Клод де Сейтуриер, барон Корно, умер так и не успев жениться.
В 1439 году Пьер де Сейтурье, сын Этьена де Сейтурьа от первого брака, получает от герцога Савойского Людовика I право стать собственником замка Корно и титуловаться бароном. В дальнейшем замком владели его потомки.

### Эпоха Ренессанса
Во второй половине XVI века возвысился Жан де Сейтурье, барон Корно. Благодаря покровительству герцога Савойского Карла Эммануила I он стал также бароном де Монтдье (в 1582 году), государственным советником, камергером, генеральным военным комиссаром, губернатором крепости Бур и послом в Риме при папе Павле III.
В 1600 году Гаспар-Пьер де Сейтурье, старший сын Жана де Сейтурье, погиб при осаде Бура. Так как он не оставил потомства титул барона Корно перешёл к его брату Шарлю-Эммануэлю. В 1635 Шарль-Эммануил де Сейтурье, барон Корно и Монтдидье, барон Вогригнез-ла-Верх, был избран в качестве вождя всей знати региона Бресc во время конфликта между королём и графствами. В 1636 году во время осады города Доль он был убит осколком ядра. Так как Шарль-Эммануил также не оставил потомков, начался сложный судебный процесс о наследстве между его родственниками. В итоге новым владельцем замка стал Пьер де Сейтурье.
В 1637 году замок Конро сам стал объектом нападения. 13 марта крупный отряд, состоящий из 1500 пехотинцев и 600 всадников, при некотором количестве артиллерии под командованием графа Буссолина, противника короля, подступил к замку. Однако в сражении верх одержало войско роялистов под командованием барона де Тианжа.
В 1686 году баронию Корно купил Жан-Клод де Монтегю. Однако 25 февраля 1696 года Клод-Луи Мария де Сейтурье смог выкупить родовые владения, а затем завещал их своему внуку Клоду Марку.

### Революция и последствия
В 1790 году был образован департамент Юра. Барония Корно была включена в его состав. Марк де ла Пойп, наследник династии Сейтурье, депутат от дворянства департамента Эн, утратил свой титул. В начале 1791 года Марк де ла Пойп и его сын Габриэль покинули замок, чтобы укрыться в Швейцарии и во Фрайбурге от преследований революционных эмиссаров. Затем они вступил в армию роялистов принца Конде. В ответ на это революционные власти объявили баронию национальным достоянием, разделили на несколько сотен участков и продали частным лицам. Между 1790 и 1794 годами на месте Корно возникли коммуны Сонтанна и Торинья.
В 1826 году после свержения Наполеона и восстановления власти Бурбонов во Франции Жорж Альберт, бывший полковник императорской гвардии, выкупает баронию. В 1876 году его сын Эдуард Альберт продает владения Луи-Клоду Пиатону, богатому промышленнику из Лиона. Начинается масштабная реконструкция замка и восстановление парка. Новое здание в стиле неоготики возведено по проекту архитекторов Анри Деспьера и Анри Феуга.

## Описание
Замок Корно отреставрирован и внутри и снаружи. Вокруг располагается большим парк и несколько хозяйственных и гостевых построек. Замок находится в частной собственность и является жилой резиденцией. Его посещение туристами невозможно.
Здание в 2007 году включено в число памятников национальной архитектуры Франции.
По информации риелторских агентств замок в 2019 году был выставлен на продажу за 30 миллионов евро.